# Voleuses
Voleuses (bra: As Ladras; prt: Ladras) é um filme francês dirigido por Mélanie Laurent, lançado em 2023 na Netflix. Esta é a adaptação da história em quadrinhos A Grande Odalisca (2012) de Jérôme Mulot, Florent Ruppert e Bastien Vivès.

## Sinopse
Carole e Alex são duas ladras de longa data muito talentosas, capazes de encontrar qualquer quadro em qualquer museu e que trabalham para uma certa “Madrinha" que as mantém sob sua influência. Elas agora querem parar de viver ilegalmente e em perigo, mas só depois de um último roubo e com uma nova motorista para a fuga. O assalto final que preparam na Córsega promete ser ambicioso, incrível e selará para sempre a sua amizade.

## Elenco
- Adèle Exarchopoulos: Alex
- Mélanie Laurent: Carole
- Manon Bresch: Sam
- Isabelle Adjani: Madrinha
- Félix Moati: Clarence
- Philippe Katerine: Abner

## Produção
Em agosto de 2022, Mélanie Laurent dirigirá uma adaptação cinematográfica da série de quadrinhos A Grande Odalisca de Jérôme Mulot, Florent Ruppert e Bastien Vivès, publicada pela Dupuis em 2012 — e agraciado com o prêmio Laderneau no ano anterior. Um projeto anterior abortado envolveu os roteiristas Victor Saint Macary e Fadette Drouard e contaria com Virginie Efira, Leïla Bekhti e Anaïs Demoustier.
As filmagens começam em setembro de 2022. Acontece principalmente em Paris, na Córsega e no circuito 24 Horas.
A música é composta pelo grupo Archive, disponível em formato digital nas plataformas de download.

## Recepção

### Audiências
Lançado na plataforma em 1º de novembro de 2023, Voleuses tornou-se, em cinco dias entre sete possíveis, o filme mais assistido globalmente na Netflix (conteúdo anglófono e não-anglófono combinados) durante o período de 30 de outubro a 5 de novembro de 2023 (semana 44) com 18,5 milhões de visualizações e 35,7 milhões de horas de visualização acumuladas, seguido de perto pelo thriller psicológico Locked In, de Famke Janssen, e seus 17,8 milhões de visualizações em 28,8 milhões de horas acumuladas. Sendo o sétimo longa-metragem de Mélanie Laurent, também supera Pain Hustlers protagonizado por Emily Blunt e Chris Evans (15,2 milhões de visualizações e 31,7 milhões de horas acumuladas).
Assume a liderança no ranking de filmes em língua não-inglesa do site com quase o triplo do número de visualizações dos usuários da plataforma em todo o planeta em comparação ao drama romântico brasileiro O Lado Bom de Ser Traída que o segue na lista.
Se o filme Voleuses está ausente do top 10 americano e indiano, ele se classificou entre os 10 primeiros em oitenta e seis territórios, chegando a ocupar o primeiro lugar em trinta e seis deles: Arábia Saudita, Bahamas, Brasil, Chile, Chipre, Colômbia, Equador, Espanha, França, Grécia, Guadalupe, Guatemala, Honduras, Hungria, Israel, Itália, Jamaica, Quênia, Líbano, Luxemburgo, Marrocos, Martinica, Nicarágua , Nigéria, Nova Caledônia, Panamá, Paraguai, Portugal, Reunião, República Dominicana, El Salvador, Suíça, Turquia, Uruguai, Venezuela e Vietnã.
Fazendo uma comparação em escala com outra produção de ação francesa da Netflix, os números de audiência cinco dias antes do lançamento do filme já correspondiam a metade do total de 37 milhões de contas que viram o filme Balle perdue vinte e oito dias após seu lançamento em julho de 2020, sucesso que lhe rendeu uma sequência, Balle perdue 2, lançada com sucesso de audiência ainda maior em novembro de 2022.
Com seus 18,5 milhões de EVC (Équivalents de Visionnages Complets / Equivalentes de visualização completos) em cinco dias, Voleuses é o 3º melhor lançamento de um filme europeu (e até internacional) da Netflix lançado em uma quarta-feira no serviço, todas as origens e idiomas combinados, atrás dos 42,2 milhões de EVC do filme dramático-erótico polonês 365 Dni: Ten Dzień (abril de 2022) e os 21,2 milhões de EVC do filme de ação italiano Il mio nome è vendetta (novembro de 2022).

Thierry Chèse da revista Première elogia "um delicioso filme de assalto feminino que dá lugar de destaque ao seu irresistível quarteto de atrizes: Mélanie Laurent, Adèle Exarchopoulos, Isabelle Adjani, Manon Bresch" e "o mais uma vez incrível massacre de Adèle Exarchopoulos" apesar de "certas cenas longas ou um final muito abrupto". O filme também foi elogiado pela sinergia das protagonistas e pela beleza dos locais.